# Alkalijska kovina
Alkalijske kovine so skupina kemijskih elementov, ki tvorijo 1. skupino periodnega sistema elementov. Mednje spadajo litij (Li), natrij (Na), kalij (K), rubidij (Rb), cezij (Cs) in francij (Fr). Alkalijske kovine so eden od najboljših primerov trendov lastnosti v periodnem sistemu elementov, ker se lastnosti pravilno spreminjajo po skupini navzdol.
Ime »alkalijske kovine« je nastalo iz arabske besede القلية‎ (al-qalya), kar pomeni »pepelika«. Pepelika je staro ime za kalijev karbonat, ki so ga pridobivali iz lesnega pepela.

## Lastnosti
Vse alkalijske kovine so zelo reaktivne in jih zato v naravi ne najdemo v elementarni obliki. Zaradi velike reaktivnosti se morajo hraniti potopljene v mineralnem olju ali petroleju ali v ampulah.
Alkalijske kovine so večinoma srebrne barve in zlahka izgubijo svoj sijaj. Izjema je cezij, ki ima zlat ton. Vse kovine so mehke in imajo nizke gostote, tališča in vrelišča. Burno se spajajo s halogeni in tvorijo ionske soli. Z vodo tvorijo zelo bazične hidrokside. Reaktivnost po skupini narašča. Atomi alkalijskih kovin imajo na najbolj zunanji orbitali po en elektron, ki ga zlahka oddajo kakšnemu zelo elektronegativnemu elementu in postanejo kationi z oksidacijskim stanjem +1.
Kalij in rubidij sta rahlo naravno radioaktivna, ker vsebujeta radiaktivna izotopa z velikima razpolovnima časoma. Kalij vsebuje 0,012 % izotopa 40K z razpolovnim časom 1,248(3)×109 let, rubidij pa 27,835 % izotopa 87Rb z razpolovnim časom 4,88×1010 let.
Francij je zelo radioaktiven in obstaja samo v mikroskopskih količinah.
V 1. skupino periodnega sistema spada zaradi svoje elektronske konfiguracije tudi vodik, ki pa ima samo v izjemnih primerih lastnosti, primerljive z alkalijskimi kovinami. Vodik je pri standardnih pogojih dvoatomni plin.
Odstranitev edinega elektrona z vodikove zunanje orbitale zahteva znatno več energije kot odstranitev zunanjega elektrona alkalijskih kovin. Podobno kot halogeni tudi vodik potrebuje za zapolnitev zunanje orbitale samo en elektron, zato se v nekaterih pogojih obnaša kot halogen in tvori negativni hidridni ion. Binarne spojine vodika z alkalijskimi kovinami in nekaterimi prehodnimi kovinami se lahko pripravijo v laboratoriju. Takšne spojine so samo laboratorijske posebnosti brez kakšne uporabne vrednosti. Pri nizki temperaturi in izjemo visokem tlaku, kakršen je na planetih Jupitru in Saturnu, vodik preide v kovinsko stanje in se obnaša kot alkalijska kovina.
Alkalijske kovine imajo najnižje ionizacijske potenciale v svojih periodah periodnega sistema, ker dobijo z odstranitvijo edinega elektrona z najbolj zunanje orbitale stabilne konfiguracije žlahtnih plinov. Vse alkalijske kovine so torej zelo elektropozitivne. Drugi ionizacijski potencial vseh alkalijskih kovin je zelo visok, ker je odstranitev elektrona iz atoma, ki ima konfiguracijo žlahtnega plina, zelo težavna.

### Trendi
Alkalijske kovine imajo podobne elektronske konfiguracije, predvsem na najbolj zunanjih orbitalah, zaradi katerih imajo podobne lastnosti:
| Z  | Element | Št. elektronov/orbitala |
| -- | ------- | ----------------------- |
| 1  | Vodik   | 1                       |
| 3  | Litij   | 2, 1                    |
| 11 | Natrij  | 2, 8, 1                 |
| 19 | Kalij   | 2, 8, 8, 1              |
| 37 | Rubidij | 2, 8, 18, 8, 1          |
| 55 | Cezij   | 2, 8, 18, 18, 8, 1      |
| 87 | Francij | 2, 8, 18, 32, 18, 8, 1  |

Za alkalijske kovine so značilni pravilni trendi lastnosti, ki se po skupini navzdol takole spreminjajo:
- atomski in ionski polmer rasteta
- elektronegativnost pada
- reaktivnost raste
- tališče pada
- vrelišče pada
- bazičnost raste
- trdota pada
- gostota raste

Nekatere fizikalne lastnosti alkalijskih kovin so prikazane v naslednji preglednici:
| Alkalijska kovina | Atomska masa (g/mol) | Tališče (K) | Vrelišče (K) | Gostota (g/cm3) | Elektronegativnost (Pauling) |
| ----------------- | -------------------- | ----------- | ------------ | --------------- | ---------------------------- |
| Litij             | 6,941                | 453         | 1615         | 0,534           | 0,98                         |
| Natrij            | 22,990               | 370         | 1156         | 0,968           | 0,93                         |
| Kalij             | 39,098               | 336         | 1032         | 0,89            | 0,82                         |
| Rubidij           | 85,468               | 312         | 961          | 1,532           | 0,82                         |
| Cezij             | 132,905              | 301         | 944          | 1,93            | 0,79                         |
| Francij           | (223)                | 295         | 950          | 1,87            | 0,70                         |

## Reakcije
Alkalijske kovine reagirajo z vodikom, pri čemer nastanejo ustrezni hidridi (X predstavlja alkalijsko kovino):
2X + H2 → 2XH
Obstojnost hidridov pada od litijevega (LiH) proti cezijevemu hidridu (CsH). Alkalijski hidridi se uporabljajo kot reducenti in sušilna sredstva.
S kisikom tvorijo bele trdne okside, perokside in hiperokside:
4Li + O2 → 2Li2O
2Na + O2 → Na2O2
X + O2 → XO2
V reakciji z vodo nastajajo alkalijski hidroksidi, pri čemer se sprošča vodik:
2X + 2H2O → 2XOH + H2
Reaktivnost alkalijskih kovin narašča od litija proti ceziju. V reakciji kalija z vodo pride do samovžiga. Alkalijski hidroksidi so brezbarvne trdne snovi, ki pri raztapljanju v vodi sproščajo veliko toplote in reagirajo močno bazično. Raztopine hidroksidov so zelo jedke.
S halogeni tvorijo soli alkalijske halogenide:
2M + X2 → 2MX
Reaktivnost alkalijskih kovin od litija proti ceziju raste, reaktivnost halogenov pa od fluora proti jodu pa pada. Reakcija natrija z jodom komajda poteka, z bromom pa poteka zelo počasi, medtem ko je reakcija kalija z bromom in jodom eksplozivna.
Alkalijske kovine eksplozivno reagirajo s halogeniranimi ogljikovodiki, na primer s tetraklorometanom:
CCl4 + 4Na → 4NaCl + C
Alkalijske kovine tvorijo s tekočim amonijakom intenzivno modro obarvane raztopine. Raztopine so sestavljene iz pozitivnih kovinskih ionov in solvatiranih elektronov. Raztopine so izredno močni reducenti in se uporabljajo na primer v Birchovi redukciji.

### Plamenske reakcije
Alkalijske kovine obarvajo plamen z značilno barvo. V analizni kemiji je to uporabno za določevanje elementov, v pirotehniki pa to lastnost izkoriščamo za obarvanje ognjemetov.
- Litij - rdeča
- Natrij - rumena
- Kalij - vijolična
- Rubidij - rdeča
- Cezij - modrovijolična

- Plamen litija
- Plamen natrija
- Plamen kalija

## Spojine
Alkalijske kovine so nagnjene k tvorbi ionsko vezanih soli z najbolj elektronegativnimi elementi na skrajni desno strani periodnega sistema elementov. Takšni soli sta na primer cezijev fluorid in natrijev klorid. Poleg tega tvorijo zelo široko paleto amalgamov.